# Santa Rosa de Mostazas
Santa Rosa de Mostazas es un caserío peruano ubicado en el distrito de Ayabaca, perteneciente a la provincia homónima del departamento de Piura, al norte del Perú. 

## Ubicación
Santa Rosa de Mostazas se ubica al noreste de la provincia de Ayabaca, en el distrito de Ayabaca, en el departamento de Piura.

## Demografía
En 2017 Santa Rosa de Mostazas tenía una población de 228 habitantes.
| Gráfica de evolución demográfica de Santa Rosa de Mostazas entre 1993 y 2017 |
|                                                                              |
| Fuentes: Población 1993 y 2017                                               |